# Корраль, Роберто
Робе́рто Корра́ль Гарси́я (исп. Roberto Corral García; род. 14 сентября 1997, Вальядолид, Кастилия и Леон) — испанский футболист, защитник.

## Клубная карьера
Воспитанник клуба «Реал Вальядолид» из родного города. 14 мая 2016 года он дебютировал за резервную команду в матче против «Сельты В» (2:4) в 38 туре группы I Сегунды Б. Этот матч так и остался единственным в том сезоне, а со следующего Роберто стал стабильным основным игроком резервистов «Вальядолида». В сезоне 2016/17 за них он сыграл 23 игры чемпионата, в которых забил гол. В сезоне 2017/18 — 26 игр, в сезоне 2018/19 — 35 игр, в которых забил гол, а в сезоне 2019/20 он сыграл 17 игр. Всего за резервную команду Корраль провел 102 матча.
18 декабря 2019 Корраль дебютировал в первой команде «Реал Вальядолида» в матче Кубка Испании против «Толосы», который закончился со счетом 3:0. 11 января 2020 года он снова сыграл за первую команду в следующем матче Кубка Испании, на этот раз против «Марбельи», которую его команда выиграла в серии пенальти. Этот матч стал вторым и последним в футболке основ родного клуба.
На сезон 2020/21 левый защитник был отдан в аренду «Нумансии» из Сегунды Б, где провел 15 игр и забил один гол во всех турнирах. После возвращения из аренды в августе 2021 года он расторг контракт с «Реал Вальядолидом».
22 января 2022 года, проведя полгода без команды, он подписал контракт с «Короной» из Первой лиги, второго польского дивизиона. К концу сезона он сыграл 16 игр в чемпионате и забил один гол, помог команде выйти в Экстраклясу. Впрочем, в высшем польском дивизионе испанец до конца года сыграл лишь 5 игр, поэтому в феврале 2023 года расторг контракт по обоюдному согласию.
В марте 2023 года на правах свободного агента заключил контракт с харьковским «Металлистом». Дебютировал 8 апреля 2023 в матче Премьер-лиги против донецкого «Шахтёра» (1:0).